# سلمی بنانی
سلمی بنانی (عربی: الأمیرة للا سلمی؛ زادهٔ ۱۰ مهٔ ۱۹۷۸) بانوی اول مغرب است. سلمی به یک خانواده فاسی منتسب است. پدرش بنانی از یکی از خانواده‌های قدیمی فاس بود و مادرش، عضو خانواده ای از بازماندگان شاهان مغرب و آندلس قدیم می‌باشد. وی همسر محمد ششم پادشاه مغرب و مهندس کامپیوتر می‌باشد.

## تحصیلات
سلمی تحصیلات خودش را در رباط گذراند دوره آموزش ابتدایی اش را در پایتخت بود و سپس تحصیلات متوسطه‌اش را در مؤسسه نمونه وابسته به وزارت تربیت ملی گذراند و در سال ۱۹۹۵ مدرک فوق لیسانس خود را با امتیاز خوب در شعبه علوم ریاضی در دبیرستان الحسن الثانی دریافت کرد. دو سال پس از آموزش در دبیرستان مولای یوسف در قسمت‌های آماده برای مدارس عالی (ریاضیات عالی و تخصصی) به مدرسه ملی عالی برای اطلاعات و تحلیل پیوست بنحوی که سه سال را در این دبیرستان بود و دیپلم مهندسی کشوری در اطلاعات را دریافت کرد.

## ازدواج
سلمی در سال ۲۰۰۲ میلادی با پادشاه در یک جشن ویژه ازدواج کرد آن‌ها به‌طور علنی ازدواج کردند که این شیوه ازدواج یک سابقه در تاریخ خانواده پادشاهی در کشور مغرب باقی خواهد ماند، آن‌ها همزمان اقدام به دعوت ۴۰۰ عروس و داماد مغربی از سراسر کشور کردند که از آن پس اضافه بر لقب «مادر فرماندهان» لقب لاله هم به آن افزوده شد. وی در دوران مغرب دو فرزند بنام‌های شاهزاده مولای حسن و شاهدخت لاله خدیجه نیز از خود برجا گذاشت.

## فعالیت‌های خیریه
سلمی در کارهای خیریه به صورت بارزی در سطح مغرب و کشورهای عربی وارد عمل شد، بنحوی که امیره للا سلمی نقش قابل توجهی در زندگی عمومی مردم از کانال سرپرستی پروژه‌های توسعه و خیریه داشت. جمعیت للاسلمی مبارزه با مرز سرطان که در سال ۲۰۰۵ میلادی به ابتکار وی تشکیل شد یک نمونه خلاق در کمک به فعالیت‌های مربوط به کمک به بیماران جدید سرطان در مغرب بود. وی همچنین نقش فعالی در زمینه تحقیقات علمی از طریق ایجاد مناسبات و ارتباطات برای استفاده از تجارب و کمک‌ها و تلاش جهت تکثیر مؤسسات در داخل مغرب و خارج کشور می‌باشد.
گزارش‌های مطبوعاتی نقل کرده‌اند که وی از نزدیک روند کارهای خیریه را پیگیری می‌کرده و این کار را از طریق برنامه‌ریزی بازدیدهای میدانی و غیر مرتقبه انجام می‌داد که جهت اطلاع شخصی از واقعیتها و میزان پیشرفت و روند کارها و طراحی و برنامه‌ریزی برای انجام آن صورت می‌گرفت، این کار با ادهاف جمعیت از زمان تأسیس آن در سال ۲۰۰۵ انجام می‌شد.